# هنري ماكينوا
هنري ماكينوا (بالإنجليزية: Henry Makinwa) هو لاعب كرة قدم نيجيري، ولد في 6 نوفمبر 1977 في لاغوس في نيجيريا. لعب مع النادي الأهلي وبي إس إم إس ميدان ورابيد بوخارست ورايو فايكانو ونادي تيانجين تيدا ونادي جل فيسنتي ونادي فيتوريا سيتوبال ونادي هارتلاند.

## وصلات خارجية
- هنري ماكينوا على موقع قاعدة بيانات كرة القدم.إي يو (الإنجليزية)
- هنري ماكينوا على موقع Soccerbase.com (لاعب) (الإنجليزية)